# 瑪洛麗·史瓦森
瑪洛麗·皮尤·史瓦森（英語：Mallory Pugh Swanson，1998年4月29日—），本姓皮尤，是美國職業女子足球運動員，司職前鋒，現效力國家女子足球聯賽球隊芝加哥之星及美國國家女子足球隊。
史瓦森於2011年首次被美國U14國家隊徵召。2014年，年僅16歲的她就代表美國參加國際足協U-20女子世界盃，更是當時隊上最年輕的球員。兩年後，憑藉在U20國家隊的出色表現，史瓦森首次入選成年國家隊，以17歲又269天之齡成為繼海瑟·歐萊利之後最年輕完成成年隊首秀的球員。
2016年夏天，史瓦森入選里約奧運參賽名單，並在對陣哥倫比亞的比賽攻入一球，刷新了美國女足史上最年輕奧運進球的紀錄。2019年，她首次參加女子世界盃就協助隊伍奪冠。2024年，她在巴黎奧運決賽踢進致勝一球，讓美國睽違12年後再奪奧運女足金牌。
史瓦森原為加州大學洛杉磯分校的學生。2017年，她為了轉型為職業球員而休學，並在同年與華盛頓精神簽約，正式展開職業足球生涯。

## 早期生活
瑪洛麗·皮尤出生於科羅拉多州阿拉帕霍郡的郡治利特爾頓。她是霍雷斯·皮尤（Horace Pugh）與凱倫·皮尤（Karen Pugh）的第二個孩子，上有一個姊姊布里安娜·皮尤（Brianna Pugh）。史瓦森成長於道格拉斯郡的海蘭茲牧場，從4歲開始踢足球，她從小便受到姊姊的影響，立志成為一名足球運動員。
史瓦森後來追隨姊姊的腳步加入菁英俱樂部全國聯賽（ECNL）的皇家科羅拉多足球俱樂部，並從皇家科羅拉多U11梯隊一路效力至U18梯隊，有時會跟男球員一起訓練。2010年至2011年，她連續幫助皇家科羅拉多贏得兩屆州錦標賽冠軍，以及幫助U16梯隊同時贏得州錦標賽冠軍、區錦標賽冠軍和全國亞軍。
2012年至2016年，史瓦森就讀海蘭茲牧場的山景高中。在高中校隊生涯中，總共攻入47球、助攻23球。她曾帶領隊伍贏得州際第五級錦標賽冠軍，並入選科羅拉多州年度最佳女子陣容。
2016年1月，外界傳出史瓦森在高中畢業後就會直接和國家女子足球聯賽的波特蘭荊棘簽約成為職業球員。但她的父親出面證實此為不實資訊，並表示女兒將錄取加州大學洛杉磯分校（UCLA），效力UCLA棕熊隊。同年7月，史瓦森以參加里約奧運和U20女子世界盃等緣由向UCLA申請延後至2017年1月入學。2017年4月，她在參加三場棕熊隊的非正式比賽後就決定休學，追尋職業生涯發展。

## 俱樂部生涯

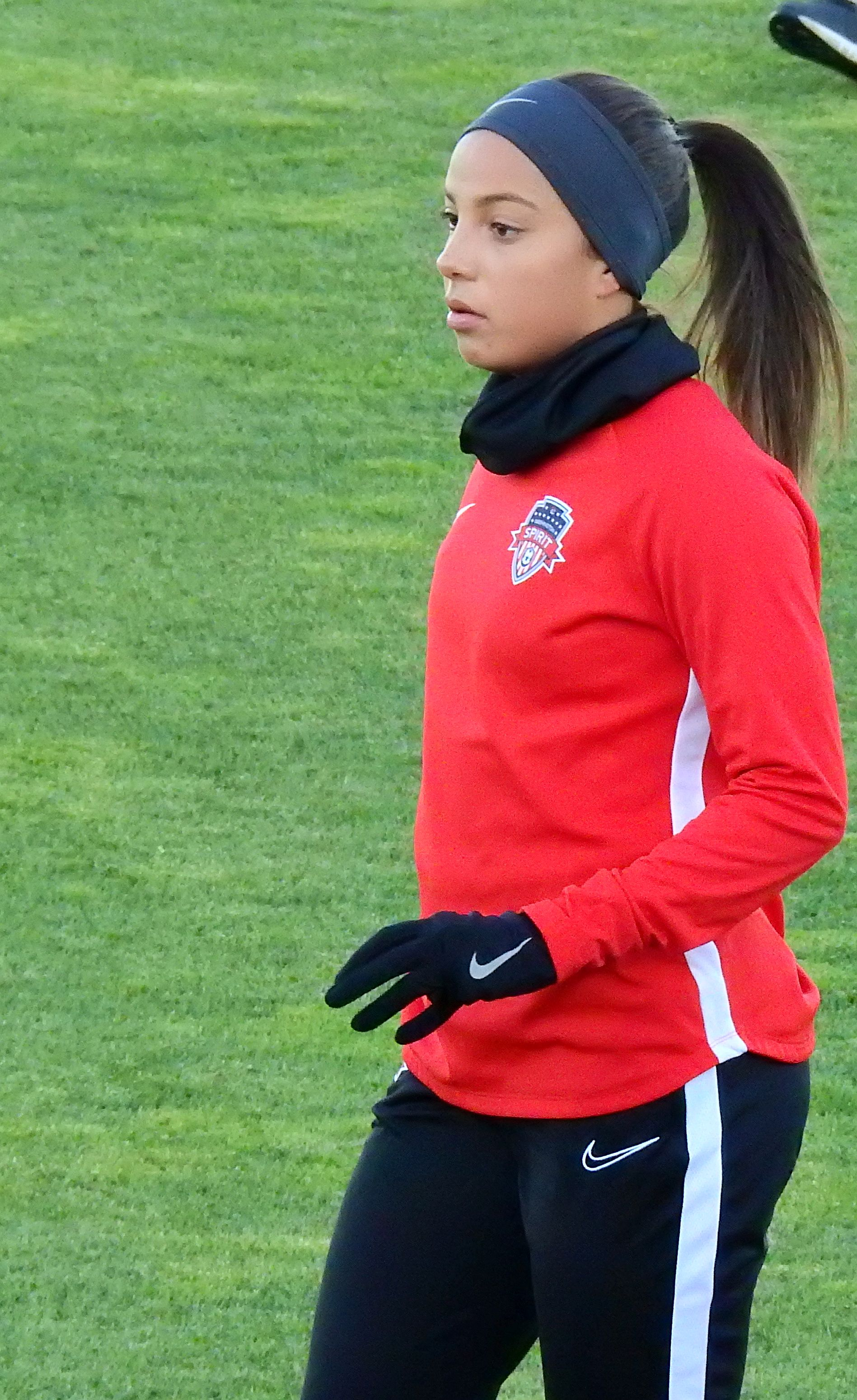
2019年效力華盛頓精神的史瓦森。

### 華盛頓精神
2017年5月13日，史瓦森與國家女子足球聯賽（NWSL）球隊華盛頓精神簽約。一週後，她在一場對陣FC堪薩斯城的比賽完成職業生涯首秀。同年6月3日，史瓦森在對陣休士頓衝鋒的比賽踢入職業生涯首顆進球，幫助華盛頓精神以2比0贏得勝利。8月26日，她在對陣芝加哥紅星的比賽完成首次助攻。9月30日，她在對陣西雅圖君主的比賽達成生涯首次梅開二度，成為NWSL首位在單場比賽踢入1球以上的20歲以下球員。史瓦森在生涯首賽季總共為華盛頓精神上場16次並攻入6球，同年入圍年度最佳新秀（該獎項最終由北卡羅萊納勇氣的艾許莉·哈奇奪得）。
2018年5月27日，史瓦森因右膝後十字韌帶撕裂傷缺席了數場比賽。8月5日，她在休養2個多月後復出。

### 藍天FC
2020年1月16日，華盛頓精神在NWSL大學選秀期間將史瓦森出售至藍天足球俱樂部，以換取4位選秀指名名額。同年，NWSL受到疫情影響取消例行賽和季後賽，並改辦成秋季系列賽。9月5日，史瓦森在對上前東家華盛頓精神的秋季系列賽完成在藍天FC的首秀，她在該場比賽助攻隊友米琪·珀斯打入致勝球，幫助藍天以2比1取勝。

### 芝加哥紅星
2020年12月，藍天向芝加哥紅星出售史瓦森和莎拉·沃德莫以換取2021年與2022年聯賽選秀的首輪指名名額，以及1位國際球員簽約名額。史瓦森在2021年NWSL挑戰盃完成在芝加哥紅星的首秀。2021年賽季，史瓦森入圍NWSL年度最有價值球員，其得票數僅次於OL君主的潔絲·菲許洛克。
2023年4月，史瓦森在國家隊比賽期間造成膝蓋受傷，使其缺席整個賽季，直到2024年3月對陣猶他皇家的例行賽才傷癒回歸。2024年1月，史瓦森與芝加哥紅星續約至2028年，該合約價值200萬美元，使其年薪漲高至50萬美元，成為國家女子足球聯賽薪資最高的球員之一。

## 國家隊生涯

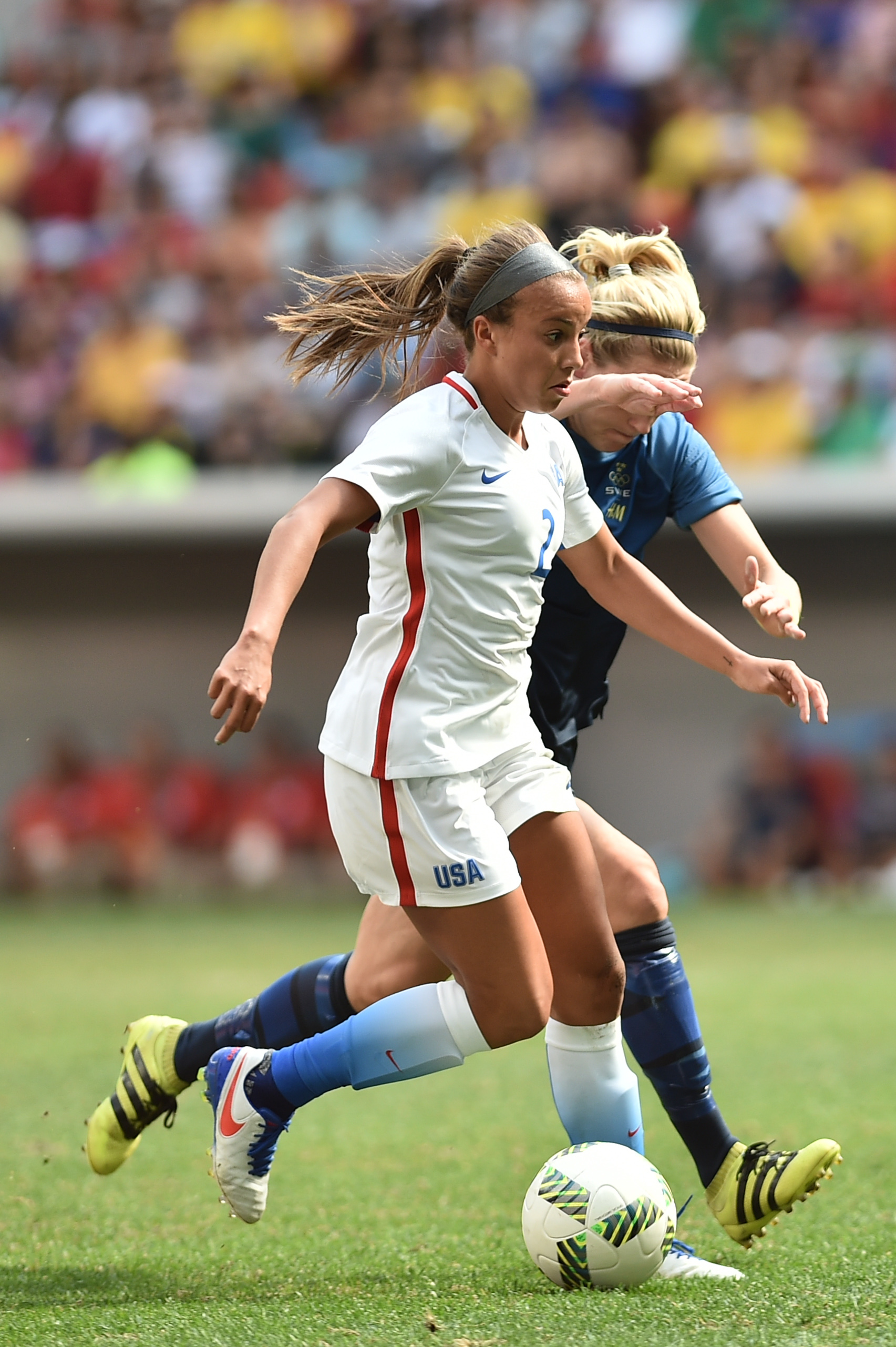
2016年里約奧運期間的史瓦森。

### 國家青年隊
2011年夏季，史瓦森首次被美國U14國家隊訓練營徵召。2013年4月，她被U17國家隊徵召前往哥斯大黎加參加三場友誼賽。同年9月，U17國家隊總教練B·J·斯諾再度徵召她參加中北美洲及加勒比海女子U-17足球錦標賽。作為隊上的主力球員之一，史瓦森在該賽事繳出5進球、3助攻的成績，最終幫助美國贏得季軍。

#### U20國家隊
2014年4月，年僅16歲的史瓦森首次受邀至U20國家隊訓練營，同年7月，她被徵召參加2014年國際足協U-20女子世界盃。2015年11月，史瓦森再被徵召參加中北美洲及加勒比海女子U-20足球錦標賽。比賽最終由美國奪得冠軍，而史瓦森一共攻入7球，不僅榮獲金靴獎與金球獎，更幫助隊伍拿下2016年U20女子世界盃的參賽資格。她的出色表現也讓自己當選了2015年美國年度最佳女子青年足球員。
2016年底，史瓦森以隊長身分帶領美國參加U20女子世界盃，她是隊上比賽經驗最豐富的球員，擁有23次出賽、17進球的紀錄。她在小組賽階段一共踢入兩球，幫助隊伍晉級淘汰賽。然而，美國在準決賽以1分之差不敵當年的冠軍隊伍北韓，無緣冠軍獎盃。

### 國家成年隊

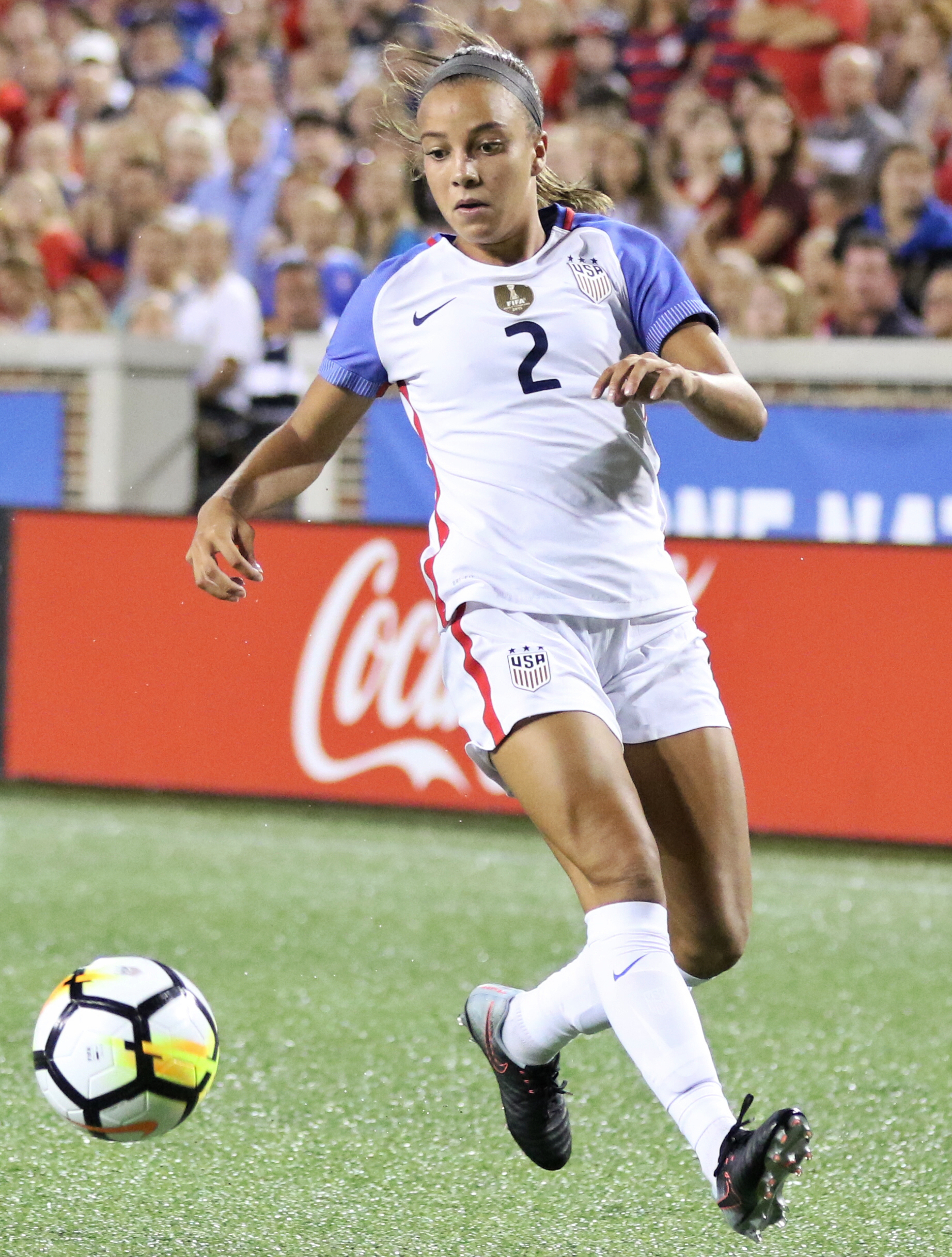
2017年的史瓦森。

史瓦森因其在U20國家隊打出的亮眼表現，年僅17歲就被時任成年國家隊總教練吉兒·伊利斯徵召到訓練營。2016年1月13日，她在對陣愛爾蘭的友誼賽替補亞歷克斯·摩根登場，以17歲又269天之齡完成成年國家隊首秀，是繼2002年海瑟·歐萊利之後達成最年輕成年隊首秀的球員。她在該場比賽打入一球，成為美國隊史第19位完成首秀即進球的球員。
2016年7月12日，史瓦森入選里約奧運參賽名單。8月3日，她在對陣紐西蘭的揭幕戰首次站上奧運殿堂。8月9日，她在對陣哥倫比亞的小組賽替補梅根·拉皮諾登場，並於下半場成功打入一球，創下美國女足史上最年輕奧運進球者的紀錄。然而，美國最終在半準決賽的十二碼大戰敗給瑞典。
史瓦森在2018年1月對陣丹麥的比賽完成國家隊首次梅開二度，幫助隊伍以5比1擊敗對手。6月8日，史瓦森的右膝後十字韌帶斷裂。她於8月31日對陣智利的比賽回歸，並於該場比賽助攻克莉絲汀·普雷斯進球，幫助美國以3比0取勝。
2019年5月1日，總教練吉兒·伊利斯徵召史瓦森等23名球員前往法國參加國際足協女子世界盃。6月11日，美國在第一場小組賽對上泰國，史瓦森於第69分鐘替補登場，不到5分鐘後便助攻梅根·拉皮諾進球，並於第85分鐘踢入她的首顆世界盃進球。她以21歲又43天之齡成為美國女足隊史第三年輕的世界盃進球者。比賽最終由美國奪下隊史第四座世界盃冠軍，21歲的史瓦森是隊上第二年輕的冠軍球員，僅次於蒂爾娜·戴維森。

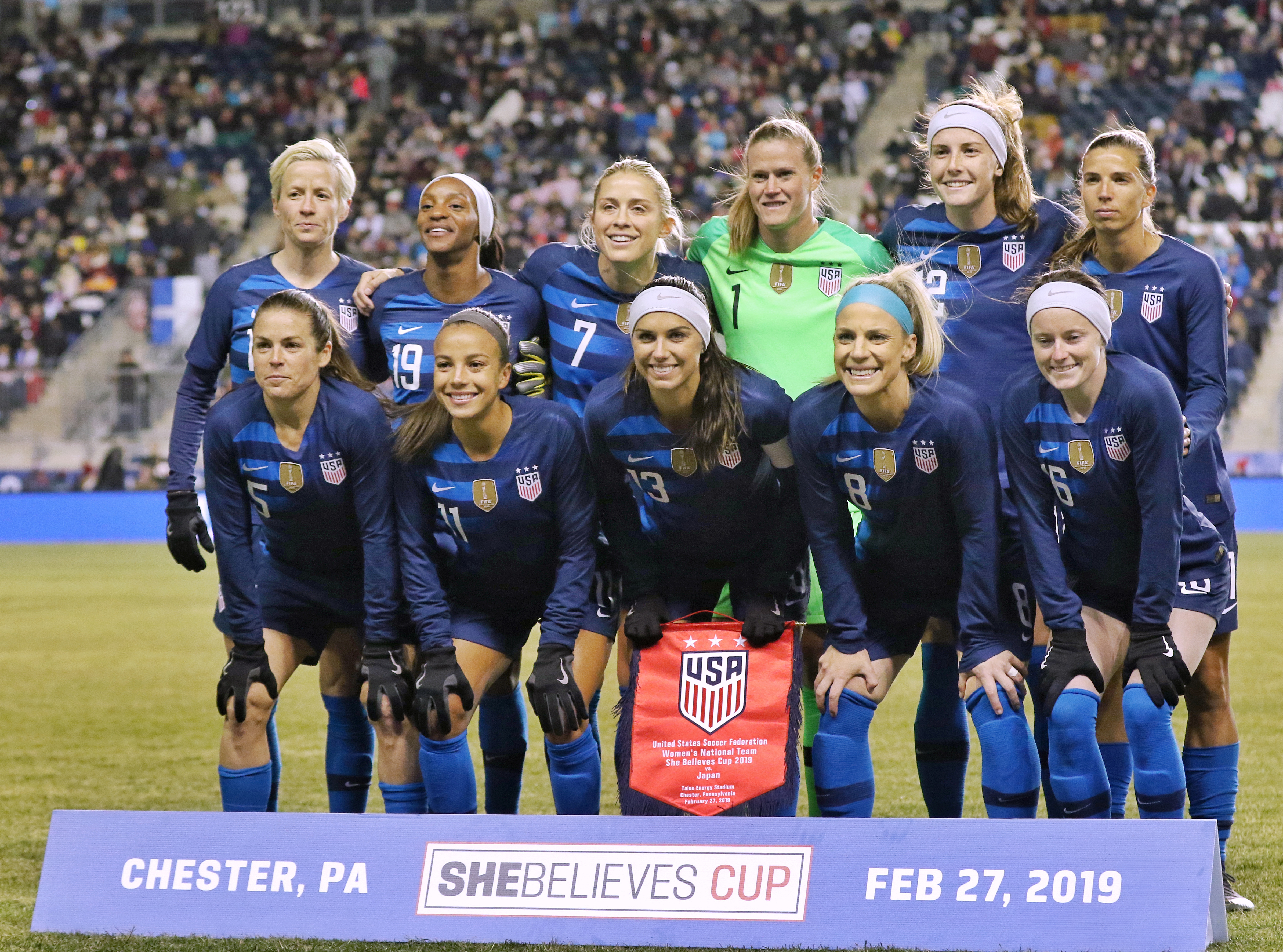
參加2019年她相信盃的史瓦森（前排左二）。

2022年，史瓦森參加中北美洲及加勒比海女子足球錦標賽，並在對陣哥斯大黎加的準決賽踢入一球。她於該年總共達到7進球、7助攻的紀錄，是她國家隊生涯迄今成績最佳的一年。
2023年初，史瓦森繼續保持最佳狀態，先是在對陣紐西蘭的2場友誼賽踢進3球，又在2023年她相信盃的每場比賽均有進球。她不僅連續在5場比賽中進了7球，也達成生涯首次出場數少於進球數的紀錄。4月8日，史瓦森在對陣愛爾蘭的友誼賽受傷，當場送醫治療。她的左腿髕骨韌帶斷裂，導致她錯過了3個月後在澳紐舉行的2023年國際足協女子世界盃。
史瓦森在2024年她相信盃傷癒回歸。6月1日，她在對陣南韓的友誼賽完成梅開二度。
2024年6月26日，美國女足新任總教練艾瑪·海耶斯徵召史瓦森等21位球員參加巴黎奧運，這是她第二度參加奧運比賽。史瓦森在對陣尚比亞的第一場小組賽，僅間隔70秒便完成梅開二度，幫助美國以3比0取勝；在對陣德國的比賽，她繳出一進球一助攻的成績。最後，美國在金牌戰對上巴西，該場比賽正好是史瓦森的第100場國家隊出賽，她在比賽下半場為美國踢進致勝一球，幫助美國以1比0擊敗對手，睽違12年後再度奪下奧運女子足球金牌。她和崔妮蒂·羅德曼、索菲亞·史密斯組成的三叉戟被譽為該屆奧運最強的鋒線組合，三人總共貢獻了10個進球。

## 個人生活
皮尤信奉基督教。2017年12月，皮尤透過她的姊夫傑斯·彼得森與美國職棒球員丹斯比·史瓦森相識。皮尤和史瓦森於2022年12月10日結婚，她在2023年開始用史瓦森作為球衣背名。

## 生涯數據

### 俱樂部統計
最後更新：2024年11月9日
| 球隊       | 賽季     | 聯賽     | 聯賽 | 聯賽 | 聯賽盃 | 聯賽盃 | 季後賽 | 季後賽 | 洲際賽事 | 洲際賽事 | 其他 | 其他 | 總計 | 總計 |
| 球隊       | 賽季     | 分級     | 出場 | 進球 | 出場   | 進球   | 出場   | 進球   | 出場     | 進球     | 出場 | 進球 | 出場 | 進球 |
| ---------- | -------- | -------- | ---- | ---- | ------ | ------ | ------ | ------ | -------- | -------- | ---- | ---- | ---- | ---- |
| 華盛頓精神 | 2017     | NWSL     | 16   | 6    | —      | —      | —      | —      | —        | —        | —    | —    | 16   | 6    |
| 華盛頓精神 | 2018     | NWSL     | 15   | 2    | —      | —      | —      | —      | —        | —        | —    | —    | 15   | 2    |
| 華盛頓精神 | 2019     | NWSL     | 9    | 2    | —      | —      | —      | —      | —        | —        | —    | —    | 9    | 2    |
| 華盛頓精神 | 小計     | 小計     | 40   | 10   | 0      | 0      | 0      | 0      | 0        | 0        | 0    | 0    | 40   | 10   |
| 藍天       | 2020     | NWSL     | —    | —    | 0      | 0      | —      | —      | —        | —        | 1    | 0    | 1    | 0    |
| 藍天       | 小計     | 小計     | 0    | 0    | 0      | 0      | 0      | 0      | 0        | 0        | 1    | 0    | 1    | 0    |
| 芝加哥紅星 | 2021     | NWSL     | 23   | 4    | 2      | 1      | 2      | 1      | —        | —        | —    | —    | 27   | 6    |
| 芝加哥紅星 | 2022     | NWSL     | 16   | 11   | 5      | 4      | 1      | 0      | —        | —        | —    | —    | 22   | 15   |
| 芝加哥紅星 | 2023     | NWSL     | 2    | 1    | 0      | 0      | —      | —      | —        | —        | —    | —    | 2    | 1    |
| 芝加哥紅星 | 2024     | NWSL     | 24   | 7    | —      | —      | 1      | 0      | —        | —        | —    | —    | 25   | 7    |
| 芝加哥紅星 | 小計     | 小計     | 65   | 23   | 7      | 5      | 4      | 1      | 0        | 0        | 0    | 0    | 76   | 29   |
| 生涯總計   | 生涯總計 | 生涯總計 | 105  | 33   | 7      | 5      | 4      | 1      | 0        | 0        | 1    | 0    | 117  | 39   |

1. ↑  包括國家女子足球聯賽挑戰盃（英语：NWSL Challenge Cup）
2. ↑  包括國家女子足球聯賽季後賽
3. ↑  包括中北美洲及加勒比海女子冠軍盃
4. ↑  包括國家女子足球聯賽秋季系列賽（英语：2020 NWSL Fall Series）

### 國家隊統計
最後更新：2024年10月30日。
| 國家隊 | 年份 | 出場數 | 進球數 | 助攻數 |
| ------ | ---- | ------ | ------ | ------ |
| 美國   | 2016 | 17     | 4      | 7      |
| 美國   | 2017 | 12     | 2      | 4      |
| 美國   | 2018 | 14     | 6      | 3      |
| 美國   | 2019 | 19     | 6      | 2      |
| 美國   | 2020 | 1      | 0      | 1      |
| 美國   | 2021 | 4      | 0      | 3      |
| 美國   | 2022 | 15     | 7      | 7      |
| 美國   | 2023 | 6      | 7      | 0      |
| 美國   | 2024 | 15     | 6      | 4      |
| 總計   | 總計 | 103    | 38     | 31     |

### 國家隊進球
比分左側皆為美國隊進球數，「進球比分」表示史瓦森進球時的比分。
| #  | 日期           | 比賽場館                               | 出場次數 | 對手     | 進球比分 | 終場比分 | 賽事名稱                               | Ref.     |
| -- | -------------- | -------------------------------------- | -------- | -------- | -------- | -------- | -------------------------------------- | -------- |
| 1  | 2016年1月23日  | 美國聖地牙哥高通體育場                 | 1        | 愛爾蘭   | 5–0      | 5–0      | 友誼賽                                 | [ m 2 ]  |
| 2  | 2016年4月6日   | 美國東哈特福德普惠體育場               | 10       | 哥伦比亚 | 3–0      | 7–0      | 友誼賽                                 | [ m 3 ]  |
| 3  | 2016年7月22日  | 美國堪薩斯城兒童慈善公園球場           | 14       |          | 2–0      | 4–0      | 友誼賽                                 | [ m 4 ]  |
| 4  | 2016年8月9日   | 巴西瑪瑙斯亞馬遜競技場                 | 16       | 哥伦比亚 | 2–1      | 2–2      | 2016年夏季奧林匹克運動會女子足球比賽   | [ m 1 ]  |
| 5  | 2017年8月3日   | 美國卡森StubHub中心                    | 26       | 日本     | 2–0      | 3–0      | 2017年四國女子足球錦標賽               | [ m 5 ]  |
| 6  | 2017年9月19日  | 美國辛辛那提尼帕特體育場               | 28       | 新西兰   | 2–0      | 5–0      | 友誼賽                                 | [ m 6 ]  |
| 7  | 2018年1月21日  | 美國聖地牙哥聖地牙哥信用社體育場       | 30       | 丹麦     | 3–1      | 5–1      | 友誼賽                                 | [ m 7 ]  |
| 8  | 2018年1月21日  | 美國聖地牙哥聖地牙哥信用社體育場       | 30       | 丹麦     | 4–1      | 5–1      | 友誼賽                                 | [ m 7 ]  |
| 9  | 2018年3月4日   | 美國哈里遜紅牛競技場                   | 32       | 法國     | 1–0      | 1–1      | 2018年她相信盃                         | [ m 8 ]  |
| 10 | 2018年4月5日   | 美國傑克遜維爾恆久銀行體育場           | 34       | 墨西哥   | 1–0      | 4–1      | 友誼賽                                 | [ m 9 ]  |
| 11 | 2018年4月8日   | 美國休士頓BBVA指南體育場               | 35       | 墨西哥   | 1–0      | 6–2      | 友誼賽                                 | [ m 10 ] |
| 12 | 2018年9月4日   | 美國聖荷西亞美亞體育場                 | 37       | 智利     | 1–0      | 4–0      | 友誼賽                                 | [ m 11 ] |
| 13 | 2019年1月19日  | 法國勒阿弗爾海洋球場                   | 44       | 法國     | 1–3      | 1–3      | 友誼賽                                 | [ m 12 ] |
| 14 | 2019年4月4日   | 美國商貿城迪克體育用品公園             | 49       |          | 4–2      | 5–3      | 友誼賽                                 | [ m 13 ] |
| 15 | 2019年4月4日   | 美國商貿城迪克體育用品公園             | 49       | 5–3      |          | 5–3      | 友誼賽                                 | [ m 13 ] |
| 16 | 2019年5月26日  | 美國哈里遜紅牛競技場                   | 53       | 墨西哥   | 2–0      | 3–0      | 友誼賽                                 | [ m 14 ] |
| 17 | 2019年6月11日  | 法國蘭斯奧居斯特·德洛納體育場          | 54       | 泰國     | 11–0     | 13–0     | 2019年國際足協女子世界盃               | [ m 15 ] |
| 18 | 2019年10月3日  | 美國夏洛特美國銀行體育場               | 59       |          | 2–0      | 2–0      | 友誼賽                                 | [ m 16 ] |
| 19 | 2022年2月20日  | 美國卡森尊嚴健康體育公園               | 69       | 新西兰   | 5–0      | 5–0      | 2022年她相信盃                         | [ m 17 ] |
| 20 | 2022年2月23日  | 美國弗里斯科豐田體育場                 | 70       | 冰島     | 3–0      | 5–0      | 友誼賽                                 | [ m 18 ] |
| 21 | 2022年2月23日  | 美國弗里斯科豐田體育場                 | 70       | 冰島     | 4–0      | 5–0      | 友誼賽                                 | [ m 18 ] |
| 22 | 2022年4月9日   | 美國哥倫布Lower.com球場                | 71       |          | 2–0      | 9–1      | 友誼賽                                 | [ m 19 ] |
| 23 | 2022年4月12日  | 美國切斯特速霸陸公園                   | 72       | 3–0      | 9–0      | [ m 20 ] | 友誼賽                                 |          |
| 24 | 2022年7月14日  | 墨西哥聖尼古拉斯市新萊昂自治大學體育場 | 77       |          | 2–0      | 3–0      | 2022年中北美洲及加勒比海女子足球錦標賽 | [ m 21 ] |
| 25 | 2022年11月13日 | 美國哈里遜紅牛競技場                   | 82       | 德国     | 2–1      | 2–1      | 友誼賽                                 | [ m 22 ] |
| 26 | 2023年1月18日  | 紐西蘭威靈頓天空體育場                 | 83       | 新西兰   | 1–0      | 4–0      | 友誼賽                                 | [ m 23 ] |
| 27 | 2023年1月18日  | 紐西蘭威靈頓天空體育場                 | 83       | 新西兰   | 3–0      | 4–0      | 友誼賽                                 | [ m 23 ] |
| 28 | 2023年1月21日  | 紐西蘭奧克蘭伊甸公園                   | 84       | 新西兰   | 3–0      | 5–0      | 友誼賽                                 | [ m 24 ] |
| 29 | 2023年2月16日  | 美國奧蘭多Exploria體育場               | 85       | 加拿大   | 1–0      | 2–0      | 2023年她相信盃                         | [ m 25 ] |
| 30 | 2023年2月16日  | 美國奧蘭多Exploria體育場               | 85       | 加拿大   | 2–0      | 2–0      | 2023年她相信盃                         | [ m 25 ] |
| 31 | 2023年2月19日  | 美國納許維爾喬達公園                   | 86       | 日本     | 1–0      | 1–0      | 2023年她相信盃                         | [ m 26 ] |
| 32 | 2023年2月22日  | 美國弗里斯科豐田體育場                 | 87       | 巴西     | 2–0      | 2–1      | 2023年她相信盃                         | [ m 27 ] |
| 33 | 2024年6月1日   | 美國商貿城迪克體育用品公園             | 91       |          | 1–0      | 4–0      | 友誼賽                                 | [ m 28 ] |
| 34 | 2024年6月1日   | 美國商貿城迪克體育用品公園             | 91       | 4–0      |          | 4–0      | 友誼賽                                 | [ m 28 ] |
| 35 | 2024年7月25日  | 法國尼斯尼斯體育場                     | 95       | 尚比亞   | 2–0      | 3–0      | 2024年夏季奧林匹克運動會女子足球比賽   | [ m 29 ] |
| 36 | 2024年7月25日  | 法國尼斯尼斯體育場                     | 95       | 尚比亞   | 3–0      | 3–0      | 2024年夏季奧林匹克運動會女子足球比賽   | [ m 29 ] |
| 37 | 2024年7月28日  | 法國馬賽馬賽體育場                     | 96       | 德国     | 2–1      | 4–1      | 2024年夏季奧林匹克運動會女子足球比賽   | [ m 30 ] |
| 38 | 2024年8月10日  | 法國巴黎王子公園體育場                 | 100      | 巴西     | 1–0      | 1–0      | 2024年夏季奧林匹克運動會女子足球比賽   | [ m 31 ] |

## 榮譽
美國U20
- 中北美洲及加勒比海女子U-20足球錦標賽冠軍：2015[44]

 美國
- 國際足協女子世界盃冠軍：2019[82]
- 夏季奧運女子足球比賽金牌：2024[83]
- 中北美洲及加勒比海錦標賽冠軍：2018（英语：2018 CONCACAF Women's Championship）[84]、2022[85]
- 她相信盃（英语：SheBelieves Cup）冠軍：2016（英语：2016 SheBelieves Cup）[86]、2018（英语：2018 SheBelieves Cup）[87]、2020（英语：2020 SheBelieves Cup）[88]、2022（英语：2022 SheBelieves Cup）[m 18]、2023（英语：2023 SheBelieves Cup）[89]、2024（英语：2024 SheBelieves Cup）[90]

個人
- 美國最佳女子青年足球員：2015[91]
- 開特力年度最佳女子足球運動員（英语：Gatorade Player of the Year awards）：2016[92]
- NWSL年度最佳陣容（英语：NWSL awards#2022）：2022[93]
- 她相信盃（英语：SheBelieves Cup）金靴獎：2023（英语：2023 SheBelieves Cup）[89]

## 延伸閱讀
- Grainey, Timothy (2012), Beyond Bend It Like Beckham: The Global Phenomenon of Women's Soccer, University of Nebraska Press, ISBN 0803240368
- Lisi, Clemente A. (2010), The U.S. Women's Soccer Team: An American Success Story, Scarecrow Press, ISBN 0810874164
- Nash, Tim (2016), It's Not the Glory: The Remarkable First Thirty Years of US Women's Soccer, Lulu Publishing Services, ISBN 1483451534
- Stewart, Barbara (2012), Women's Soccer: The Passionate Game, Greystone Books Ltd, ISBN 1926812603

## 外部連結
- Soccerway資料庫：瑪洛麗·史瓦森
- 瑪洛麗·史瓦森在國家女子足球聯賽
- 瑪洛麗·黛安·皮尤在菁英俱樂部全國聯賽（英语：Elite Clubs National League）（页面存档备份，存于）
- 瑪洛麗·史瓦森在美國足球協會（页面存档备份，存于）
- 瑪洛麗·史瓦森在美國奧林匹克委員會（原始內容存檔）
- 瑪洛麗·史瓦森在芝加哥之星足球俱樂部
- 瑪洛麗·史瓦森的Instagram帳戶